# Iglesia parroquial de la Anunciada (Setúbal)
La iglesia parroquial de la Anunciada o iglesia de Nuestra Señora de la Anunciada, en portugués «Igreja Paroquial da Anunciada» o «Igreja de Nossa Senhora da Anunciada» es un templo católico situado en el centro urbano de la ciudad de Setúbal, Portugal, y perteneciente a la diócesis de Setúbal.

## Historia
La primera construcción data de 1368 con diferentes fases de construcción en los siglos XV, XVI y XVIII. Tras los grandes daños sufridos en 1755 debido al terremoto de Lisboa se convierte en 1869 en un cementerio y albergue. El aspecto actual es el resultado de una licitación de obra en 1878 que culminaría con la inauguración en 1910. La iglesia sufrió el mismo año de su inauguración saqueos y un incendio.

## Características
La iglesia es de estilo barroco y neoclásico y pertenece a la diócesis de Setúbal.

## Galería de imágenes

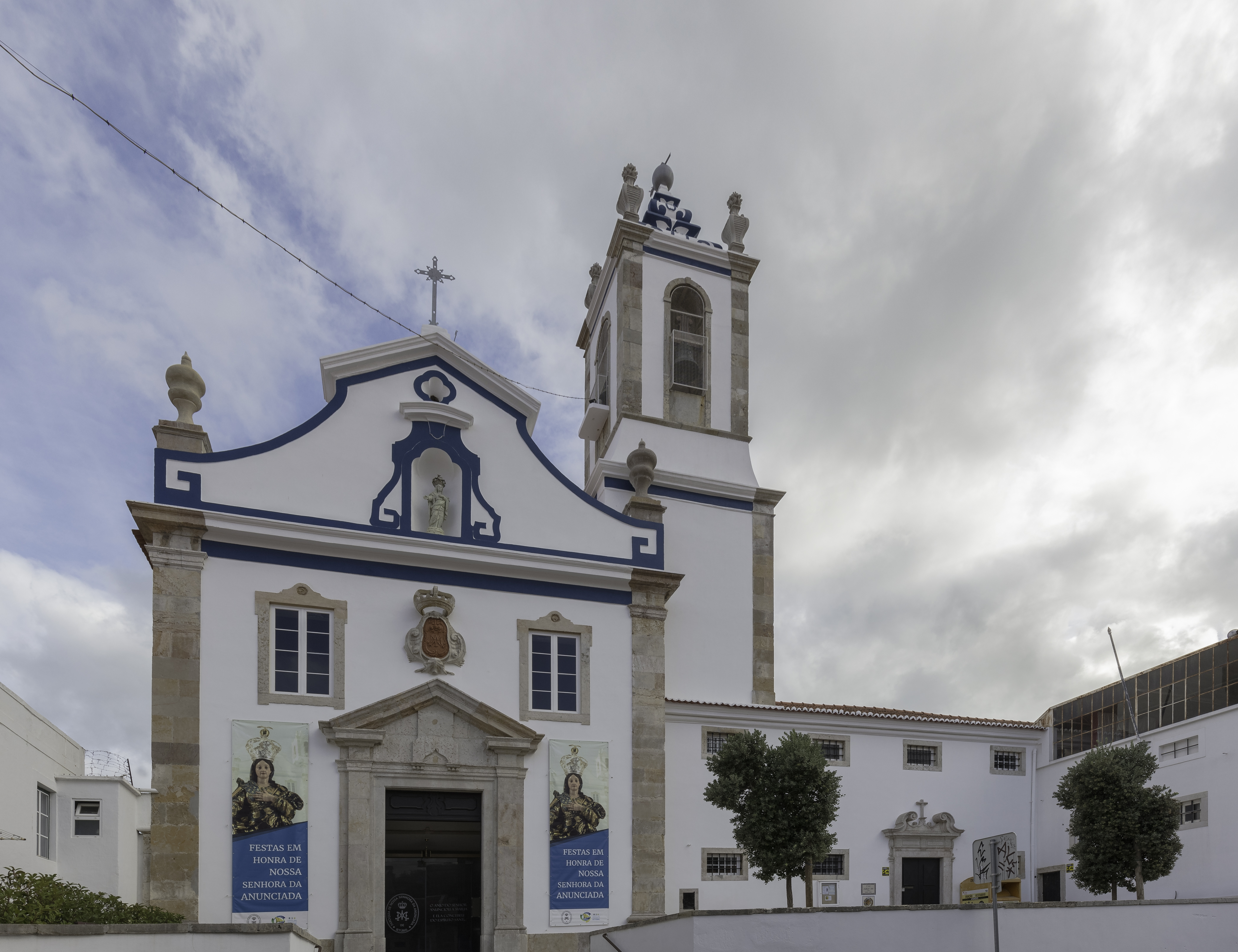
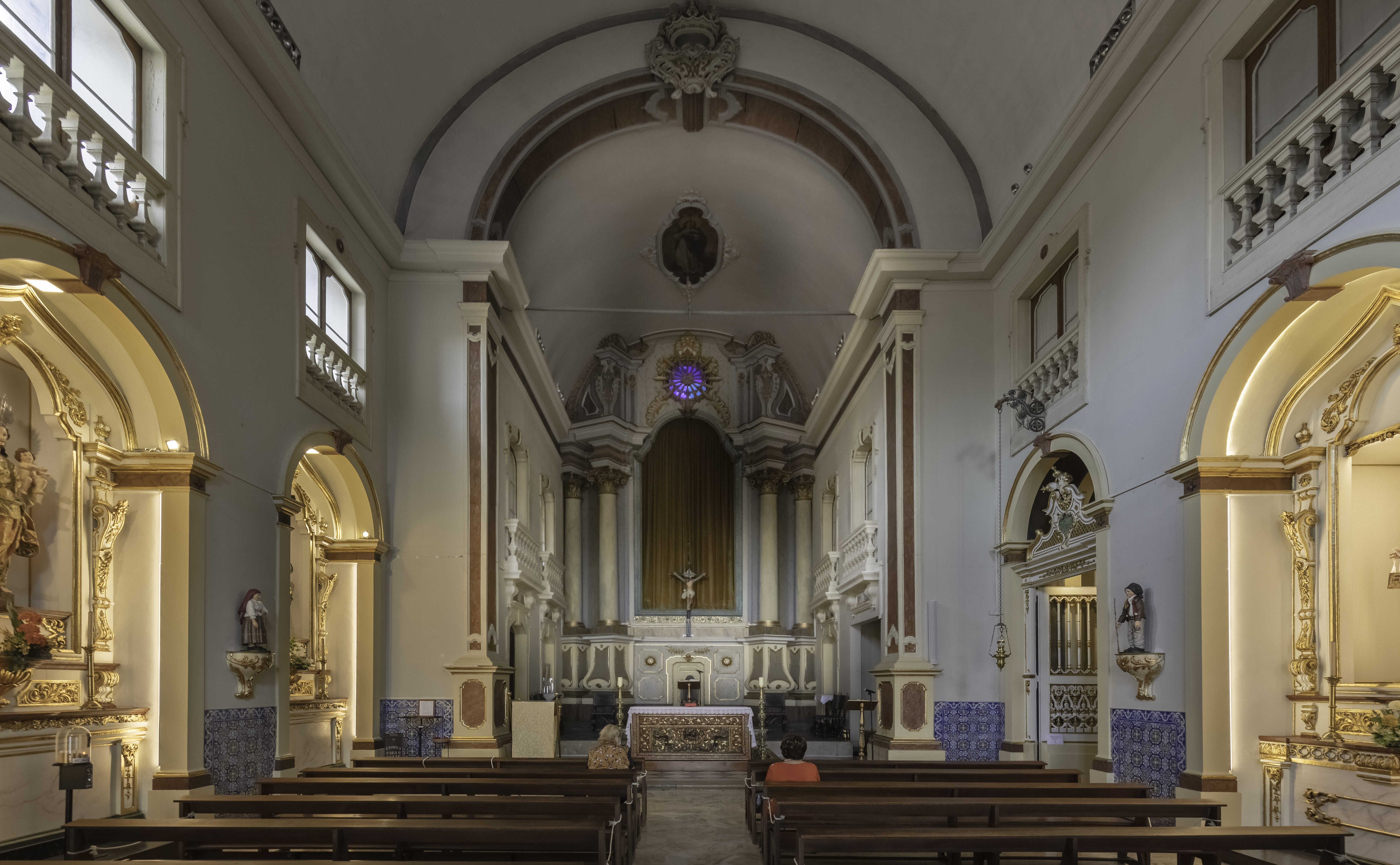

- Datos: Q66081944
- Multimedia: Igreja Paroquial da Anunciada / Q66081944